# Tomophyllum donianum
Tomophyllum donianum är en stensöteväxtart som först beskrevs av Kurt Sprengel, och fick sitt nu gällande namn av Fraser-jenk. och Parris. Tomophyllum donianum ingår i släktet Tomophyllum och familjen Polypodiaceae. Inga underarter finns listade.